# Emesis saturata
Emesis saturata är en fjärilsart som beskrevs av Frederick DuCane Godman och Osbert Salvin 1886. Emesis saturata ingår i släktet Emesis och familjen Riodinidae. Inga underarter finns listade i Catalogue of Life.